# 카나비가

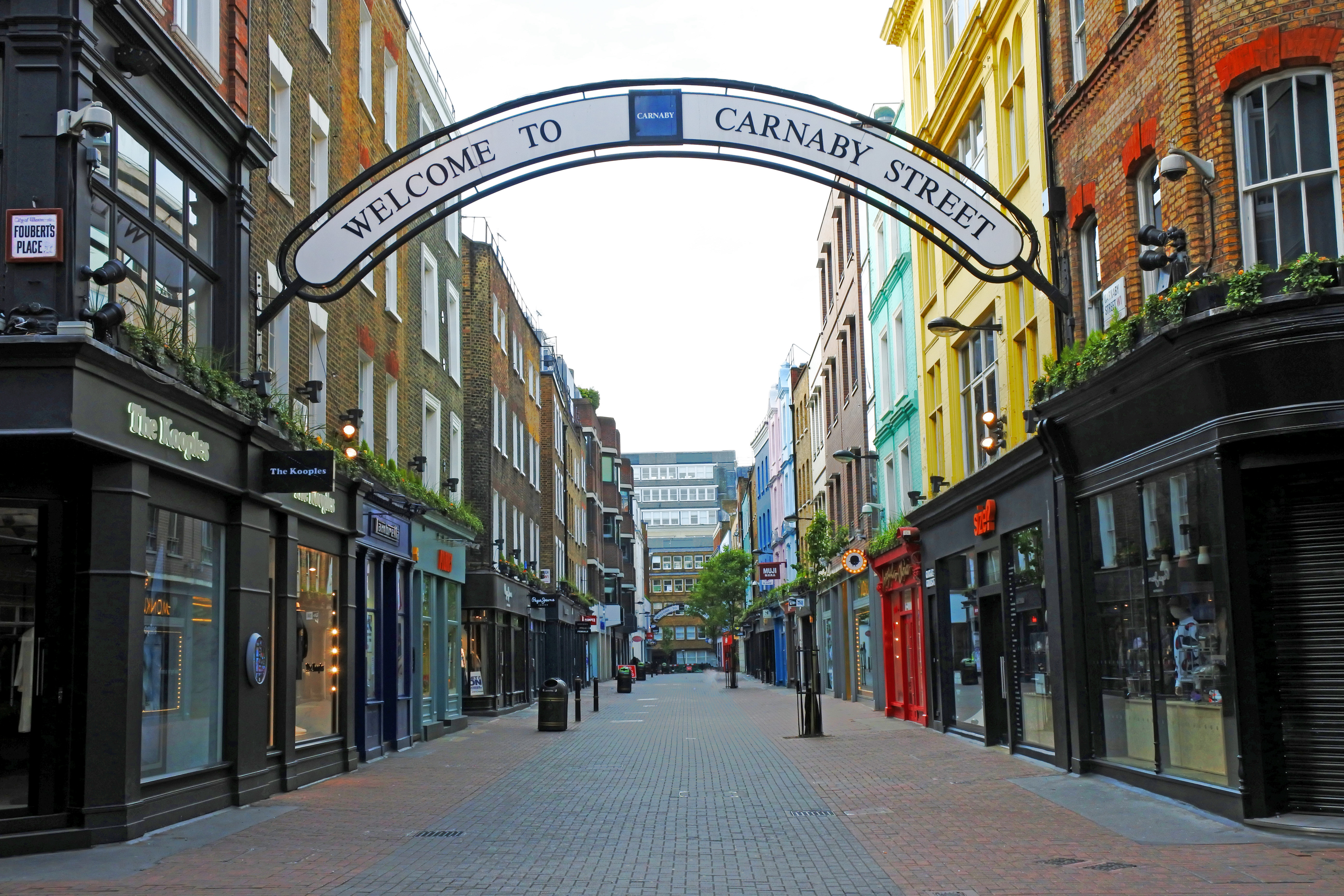
카나비가

카나비가(영어: Carnaby Street)는 잉글랜드 런던 시티오브웨스트민스터의 보행자 전용 상점가이다. 옥스퍼드가와 리젠트가가 인접하다.